# ایستادگی آریایی سفید

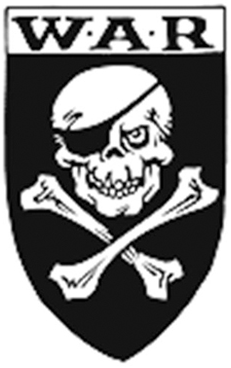
یکی از لوگوهای آریایی های سفید.

پایداری آریایی سفید(انگلیسی:White Aryan Resistance) که کوتاه شده آن (WAR) میباشد، سازمان برتری نژاد سفید و نئونازی در ایالات متحده آمریکا است که به دست تام متزگر اژدهای بزرگ پیشین کوکلاکس‌کلان پایه‌گذاری و همچنین رهبری می شد. این شرکت در ورشو، ایندیانا جای گرفته بود و همچنین به عنوان یک تجارت ثبت شد. در سال ۱۹۹۳، این گروه نفوذ خود را به کانادا گسترش داد.
در سال 1988، رهبر آن سازمان را به عنوان یک سازمان "نژادپرست آشکار سفیدپوست" توصیف کرد.

## درگاه ها
1. ↑  میتوان به آن پایداری،استواری،ایستادگی و مقاومت نیز گفت.
2. ↑  Publisher=London Free Press|Date=April/17/1993|